# Badkarssoffa

Soffa, 1700-talets mitt.

Badkarssoffa är ett samlingsnamn på stoppad 1700-talssoffa med oval form. Namnet kommer sig av att gavlarna som går i ett från ryggen bildar, uppifrån sett, en form av ett badkar.